# Ludwik Alfred zu Windisch-Grätz
Ludwig Alfred Viktorin Aurel Markus Felizian zu Windisch-Graetz (ur. 10 października 1882 w Krakowie; zm. 3 lutego 1968 w Budapeszcie) – austriacki i węgierski szlachcic, członek rodziny arystokratycznej zu Windisch-Graetz.

## Życiorys
Ludwik Windisch-Graetz urodził się 10 października 1882 roku w Krakowie. Był synem Ludwika Józefa, generała kawalerii i generalnego inspektora armii austriackiej i Walerii z Dezsewffych. Wczesne dzieciństwo spędził w domu rodzinnym pod okiem prywatnych nauczycieli. Jak pisała siostra Matylda: Ludwik był dzieckiem nerwowym, o różnych komplikacjach w usposobieniu, zdolny, niezwykle wcześnie rozwinięty, o temperamencie węgierskim. 1 września 1902, po ukończeniu Technicznej Akademii Wojskowej w Wiedniu, został mianowany na stopień podporucznika i wcielony do 1. Pułku Artylerii Korpuśnej w Krakowie. Studiował prawo i zdał egzaminy z prawa rzymskiego i państwowego.

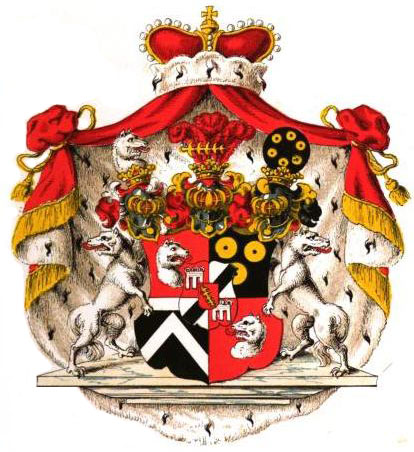
Herb rodziny książęcej Windisch-Graetz

Podczas wojny rosyjsko-japońskiej w 1905 roku był przy armii rosyjskiej austriackim obserwatorem jako attaché wojskowy. Brał czynny udział w wojnie 1914 roku. Odznaczył się bohaterstwem w czasie walk w Karpatach na froncie bałkańskim jako dowódca Tiger Batalion. 
W 1918 roku wszedł do węgierskiego rządu. Pełnił funkcję ministra aprowizacji. W 1921 roku brał udział w nieudanej próbie przywrócenia księcia Karola Habsburga na tron węgierski. Zdaniem siostry Matyldy: Ludwik był bardzo dobrym i dzielnym oficerem, wielkich zdolności i osobistej odwagi w czasie wojny. Ale, jak dodaje, niewielkiej wytrwałości w czasie pokoju.
W 1926 jako główny oskarżony w głośnym procesie o fałszerstwo francuskich banknotów został skazany na 4 lata więzienia i 10 mln koron grzywny.